# 槭叶蛇葡萄
槭叶蛇葡萄（学名：Ampelopsis acerifolia）为葡萄科蛇葡萄属的植物，为中国的特有植物。分布于中国大陆的四川等地，生长于海拔500米的地区，目前尚未由人工引种栽培。